# Grebnice
Grebnice su naseljeno mjesto koje je Daytonskim sporazumom podijeljeno između općina Domaljevca-Šamca u Federaciji Bosne i Hercegovine i Bosanskog Šamca u Republici Srpskoj. Nalazi se u Bosni i Hercegovini.

## Stanovništvo
| Grebnice           |                |                |                |
| godina popisa      | 1991.          | 1981.          | 1971.          |
| Hrvati             | 1933 (87,46 %) | 1796 (85,76 %) | 1.60 (87,86 %) |
| Srbi               | 210 (9,50 %)   | 215 (10,26 %)  | 232 (11,58 %)  |
| Muslimani          | 1 (0,04 %)     | 0              | 0              |
| Jugoslaveni        | 26 (1,17 %)    | 50 (2,38 %)    | 4 (0,19 %)     |
| ostali i nepoznato | 40 (1,80 %)    | 33 (1,57 %)    | 7 (0,34 %)     |
| ukupno             | 2210           | 2094           | 2003           |

## Poznate osobe
- Ilija Abramović, hrvatski emigrantski djelatnik, čuvar uspomene na Bleiburšku tragediju

## Šport
- NK Korpar, županijski ligaš
- NK Odmut 90, klub koji je djelovao od 1990. do 1992. godine

Održava se Malonogometni turnir Grebnice.

## Vanjske poveznice
- Satelitska snimka  Arhivirana inačica izvorne stranice od 18. veljače 2021. (Wayback Machine)